# Kazlų Rūda
Kazlų Rūda (česky zastarale Kozlova Ruda) je litevské okresní město v Marijampolském kraji, 27 km na sever od Marijampolė, 146 km na západ od Vilniusu.

## Historie
Město je poměrně mladé. Roku 1737 je zde zmiňována dehtárna. V písemných dokumentech je pod názvem Kazlų Rūda zmíněna roku 1744, kdy se zde začala tavit ruda (litevsky – rūda); v polovině 19. století se zde vytavilo kolem 10 tun železa. V roce 1861, 2 km od vsi Kazlų Rūda bylo na trati Lentvaris – Virbalis postaveno nádraží a kolem něj začalo růst město. Za lednového povstání roku 1863 se 2. února, na jih od města Kazlų Rūda, u Čysté Būdy odehrála jedna z největších srážek.
Zakázaný litevský tisk v okolí roznášeli M. Brundza, J. Žilinskas. Pro děti železničářů byla roku 1911 otevřena ruská základní škola. V roce 1914 tu byla továrna na sukno, pošta, trh. Roku 1915 Němci ve městě založili tábor válečných zajatců a postavili železniční odbočku do Pavilkijysu pro svoz dřeva. V letech 1922–1926 byla postavena železnice do Šeštoků, což přispělo k dalšímu růstu města. Byla zde elektrárna, 3 pily, 2 mlýny. Roku 1923 byla otevřena litevská základní škola.
Za červnového povstání v roce 1941 zde působil oddíl 64 partyzánů. V létě roku 1944 v lesích vznikla jedna z prvních suvalkských partyzánských čet.
Městská práva Kazlų Rūda získala roku 1950 a bylo založeno muzeum. V roce 1996 byl potvrzen znak města. Od roku 1997 vychází časopis „Kazlų Rūdos kronika“.

## Popis města, instituce
Město ze všech stran obklopují lesy, na sever od města protéká řeka Jūrė, na jih řeka Pilvė. Jihovýchodně od města je státní chráněná krajinná oblast Kazlų Rūdos kraštovaizdžio draustinis. Asi 5 km na severovýchod od města je kazlorūdské vojenské letiště. Je tu i státem opatrovaný městský park (9 ha). 
Ve městě je pošta (PSČ:LT-69083), muzeum lesnictví (od roku 1983), gymnázium Kazyse Griniuse, zvláštní internátní škola, tři základní školy, okresní veřejná knihovna, nemocnice, nádraží (střed města protíná železniční trať Kaunas – Kazlų Rūda – Kybartai – Nesterov (Kaliningradská oblast) s odbočkou Kazlų Rūda – Marijampolė – Šeštokai – Polsko).

## Památky
Ve městě je dřevěný katolický kostel Nejsvětějšího srdce Ježíšova (postaven v letech 1924–1925), sloup se stříškou k uctění rodu Kazlů, památník vyhnancům na Sibiř a soubor lidových soch.

## Sport
- FK šilas fotbalový klub;

## Partnerská města
| Město         | Znak | Stát     |
| ------------- | ---- | -------- |
| Frombork      |      | Polsko   |
| Gusev         |      | Rusko    |
| Korjukivka    |      | Ukrajina |
| Lwówek        |      | Polsko   |
| Sondershausen |      | Německo  |

## Významní rodáci
- Kazys Grinius (1866–1950), prezident Litvy
- Laimutė Marija Abraitytė (* 1933), pedagožka, politický činitel
- Remigijus Adomaitis (* 1965), pedagog a dirigent chóru
- Gediminas Akelaitis (* 1953), lékař, politický a veřejný činitel Marijampolského okresu
- Algirdas Ališauskas (* 1961), učitel hudby, ředitel základní školy „Elma“ ve městě Kazlų Rūda
- Leonardas Bakaitis (* 1953), pedagog, voják z povolání (plukovník)
- Aldona Balutienė (* 1954), lékařka, politický a veřejný činitel okresu Jonava
- Audrius Brūzga (* 1966), diplomat, velvyslanec
- Algimantas Bučinskas (* 1965), inženýr mechanik, sportovní činitel
- Rytis Cicinas (* 1973), estrádní zpěvák
- Gintas Mocevičius (* 1963), inženýr lesnictví, politický a veřejný činitel okresu Kazlų Rūda
- Stasys Motiejūnas (1927–2011), režisér a herec
- Aldonas Pupkis, lingvista. Vydal knihu Kazlų Rūdos šnektos žodynas (Slovník nářečí Kazlų Rūdy).
- Rimvydas Turčinskas (* 1956), lékař, politický a veřejný činitel
- Leonas Ulevičius (1935–2000), pedagog a dirigent chóru
- Aidas Vaišnora (* 1967), inženýr, politický a veřejný činitel
- Gediminas Vaišnora (* 1948), pedagog, sportovní, politický a veřejný činitel
- Mantas Varaška (* 1979), právník, litevský politický činitel
- Rolandas Vosylius (* 1960), lékař, politický a veřejný činitel
- Rimvydas Žigaitis (* 1933), skladatel, pedagog, kulturní a umělecký činitel